# Saint Francis (Maine)
Pour les articles homonymes, voir Saint Francis.
Saint Francis (ou Saint-François) est une ville située dans l’État américain du Maine, dans le comté d'Aroostook. Selon le recensement de 2010, sa population est de 485 habitants, dont 61 % de francophones. Elle est nommée en l'honneur de François d'Assise. Saint-François est l'une des localités organisatrices du Ve Congrès mondial acadien en 2014.